# Selenia lacticolor
Selenia lacticolor là một loài bướm đêm trong họ Geometridae.